# 정희철
정희철(鄭熹哲, 1989년 12월 9일 ~ )은 대한민국의 보이 그룹 ZE:A의 멤버였다.

## 경력
배우 정희철은 1989년 12월 9일에 대한민국 제주특별자치도 서귀포시 서홍동에서 태어났다. 2009년에 Mnet 리얼리티 프로그램 《오피스 리얼리티 - 제국의 아이들》과 《제국의 아이들 리턴즈》에 출연하여 이동식 무대 차량인 윙카로 전국을 순회하는 게릴라 공연을 펼쳤고, 2010년 1월 15일에 9인조 남성 아이돌 그룹 제국의 아이들의 멤버로 데뷔하였다. 정희철은 2017년에 제국의아이들이 해체함으로써 아쉬움으로 보이며, 충남 논산에 있는 육군훈련소에서 입대 하여 2019년 6월 2일에 제대 하고, 연예활동을 할 예정이다.

## 학력
- 동아방송예술대학교 공연예술계열 연극 전공 (중퇴)
- 디지털서울문화예술대학교 연극예술학과 (재학)

## 음악 활동

### 개인 음반
- 《I know》 (with 제이스타) (2015년)

## 출연 작품

### TV 드라마
| 연도   | 종류   | 방송사       | 제목               | 역할                  | 회차                |
| ------ | ------ | ------------ | ------------------ | --------------------- | ------------------- |
| 2010년 | 드라마 | SBS          | 검사 프린세스      | 클럽 남성 역          | 특별출연 (2회)      |
| 2010년 | 드라마 | MBC          | 글로리아           | 가수 준비생 역        | 특별출연 (11, 14회) |
| 2012년 | 드라마 | KBS2         | 넝쿨째 굴러온 당신 | 제국의 아이들 멤버 역 | 특별출연 (39회)     |
| 2014년 | 드라마 | 네이버tvcast | 인형의 집          | 병태 역               | 주연                |

### 예능
| 연도   | 방송사     | 제목                            | 회차   | 방영일    |
| ------ | ---------- | ------------------------------- | ------ | --------- |
| 2009년 | Mnet       | 오피스 리얼리티 - 제국의 아이들 | 12부작 |           |
| 2009년 | Mnet       | 제국의 아이들 리턴즈            | 6부작  |           |
| 2010년 | SBS MTV    | 아이돌 유나이티드               |        |           |
| 2010년 | E! TV      | 거성쇼                          | 11부작 |           |
| 2011년 | MBC every1 | 주간 아이돌                     | 6회    | 8월 27일  |
| 2012년 | Mnet       | 유세윤의 Art Video              | 5회    | 7월 3일   |
| 2012년 | Mnet       | 비틀즈 코드 시즌 2              | 25회   | 8월 27일  |
| 2012년 | MBC        | 우리 결혼했어요                 | 133회  | 9월 1일   |
| 2012년 | MBC every1 | 주간 아이돌                     | 65회   | 10월 17일 |
| 2013년 | SBS        | 월드 챌린지 - 우리가 간다       |        |           |
| 2014년 | 온게임넷   | 켠김에 왕까지                   |        | 8월 14일  |
| 2014년 | tvN        | 언제나 칸타레                   | 4부작  |           |
| 2015년 | tvN        | 언제나 칸타레 시즌 2            | 7부작  |           |

### 뮤지컬
| 연도   | 제목          | 역할      |
| ------ | ------------- | --------- |
| 2010년 | 루나틱 드림팀 | 나제비 역 |

## 같이 보기
- 제국의 아이들